# Ashita no Nadja
Ashita no Nadja (яп. 明日のナージャ Асита но На:дзя, Завтрашняя Надя) — аниме-сериал, впервые транслировавшийся в 2003 году. Состоит из 50 серий. На его основе была выпущена 2-томная манга.

## Сюжет
Начало XX века. Англия. Надя — сирота и живет в приюте. В день своего тринадцатилетия она получает посылку, состоящую из дневника и платья. В прилагающейся записке говорится, что мать Нади еще жива. После пожара в приюте Надя присоединяется к странствующей труппе и отправляется на поиски ответов.

## Персонажи

### Одуванчик Труппа
- Надя Эпплфилд (яп. ナージャ・アップルフィールド Nāja Appurufīrudo) -
- Джордж Хаскилл (яп. ゲオルグ・ハスキル Georugu Hasukiru) -
- Анна Петрова (яп. アンナ・ペトロワ Anna Betorowa) -
- Сильви Арте (яп. シルヴィー・アルテ Shiruvī Arute) -
- Абель Гейгер (яп. アーベル・ガイガー Āberu Gaigā) -
- Томас О'Брайен (яп. トーマス・オブライアン Tōmasu Oburaian) -
- Кенносукэ Цуруги (яп. ツルギ・ケンノスケ Tsurugi Kennosuke) -
- Рита Роси (яп. リタ・ロッシ Rita Rosshi) -